# Carl Friedrich Zelter
Carl Friedrich Zelter (Berlino, 11 dicembre 1758 – Berlino, 15 maggio 1832) è stato un compositore, direttore d'orchestra e scrittore tedesco.
Fu dal 1800 direttore della Singakademie, che portò a grande fama specialmente con l'esecuzione di opere bachiane.
Con i suoi allievi Fanny e Felix Mendelssohn, predispose nel 1827 la riesumazione della Passione secondo Matteo.
Amico di Goethe, con il quale tenne un fitto epistolario, fu tra le figure più rappresentative della vita musicale della prima epoca romantica e uno degli spiriti più colti del tempo. Compositore modesto nelle forme complesse, fra cui un Concerto per viola e piccola orchestra e molta musica sacra, è considerato, invece, uno dei migliori rappresentanti della scuola berlinese nella produzione di Lieder, di cui molti su testi di Goethe.